# Wang Haibin
Wang Haibin (en chino: 王海滨; Nankín, 15 de diciembre de 1973) es un deportista chino que compitió en esgrima, especialista en la modalidad de florete.
Participó en  Juegos Olímpicos de Verano, entre los años 1992 y 2004, obteniendo en total dos medallas de plata en la prueba por equipos, en Sídney 2000 (junto con Dong Zhaozhi y Ye Chong) y en Atenas 2004 (con Dong Zhaozhi, Wu Hanxiong y Ye Chong).
Ganó cuatro medallas en el Campeonato Mundial de Esgrima entre los años 1994 y 2003.
Trabajó entre 2006 y 2016 como entrenador del equipo nacional masculino chino de florete. En 2018 fue elegido presidente de la Asociación China de Esgrima.

## Palmarés internacional
| Juegos Olímpicos   | Juegos Olímpicos            | Juegos Olímpicos  | Juegos Olímpicos    |
| Año                | Lugar                       | Medalla           | Prueba              |
| ------------------ | --------------------------- | ----------------- | ------------------- |
| 2000               | Sídney (Australia)          | Medalla de plata  | Florete por equipos |
| 2004               | Atenas (Grecia)             | Medalla de plata  | Florete por equipos |
| Campeonato Mundial |                             |                   |                     |
| Año                | Lugar                       | Medalla           | Prueba              |
| 1994               | Atenas (Grecia)             | Medalla de bronce | Florete por equipos |
| 1997               | Ciudad del Cabo (Sudáfrica) | Medalla de bronce | Florete individual  |
| 1999               | Seúl (Corea del Sur)        | Medalla de plata  | Florete por equipos |
| 2003               | La Habana (Cuba)            | Medalla de plata  | Florete por equipos |